# Museo del Tesoro di san Gennaro
Il Museo del Tesoro di san Gennaro è un museo di Napoli, il cui ingresso è situato accanto al Duomo e alla Cappella del Tesoro.

## Storia

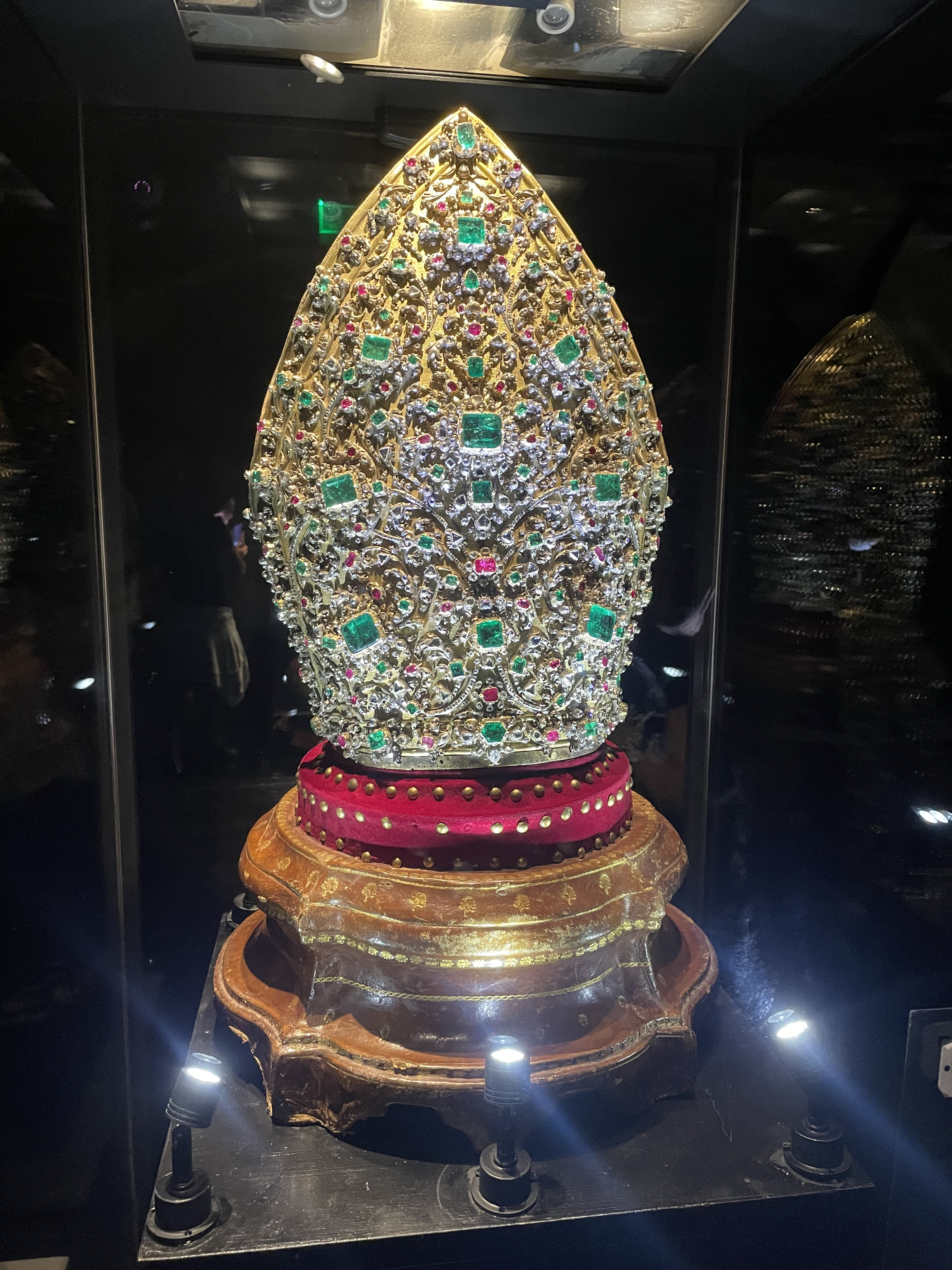
Mitra di San Gennaro

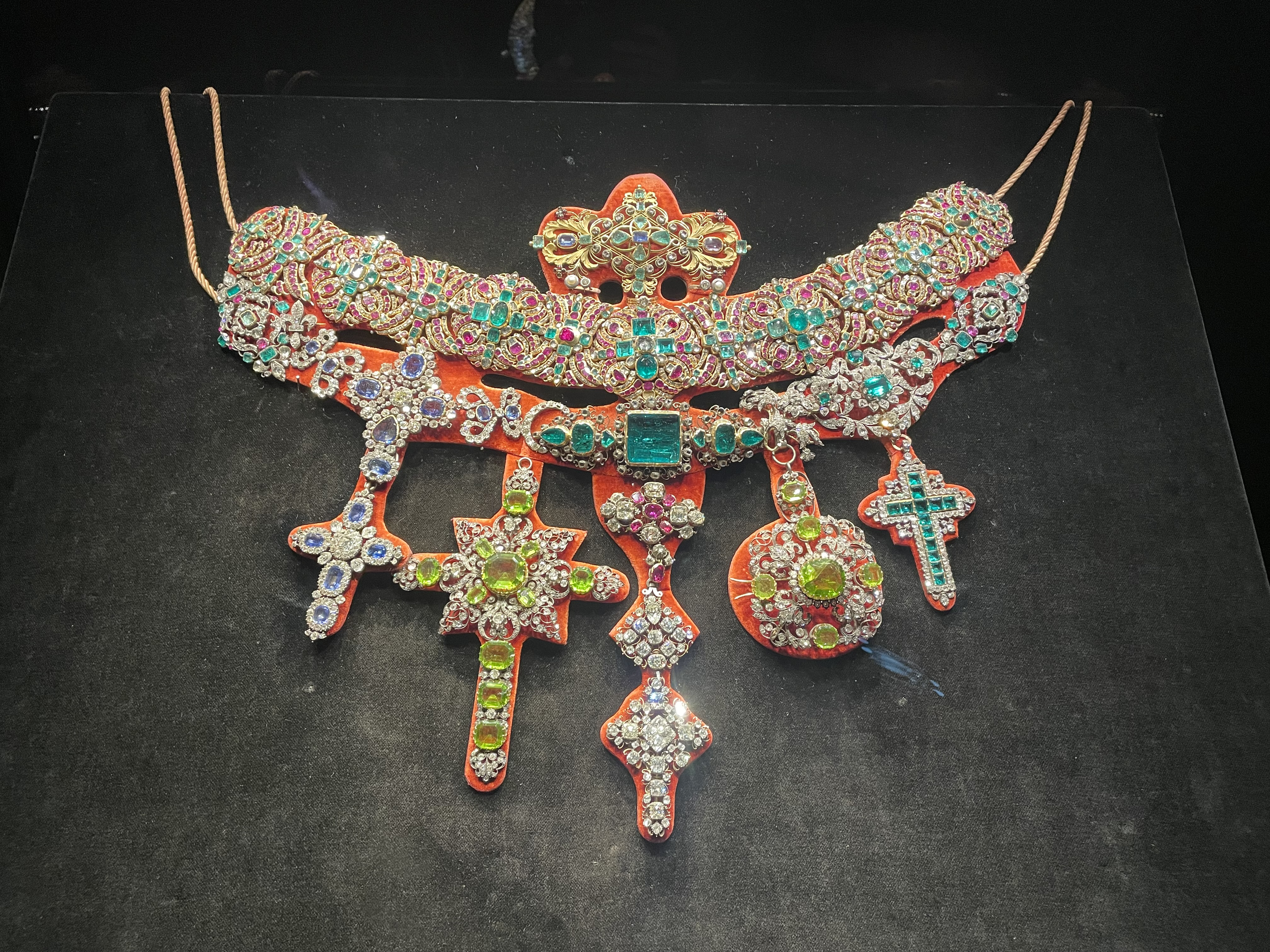
Collana di San Gennaro

Conservato da secoli al Duomo, durante gli eventi bellici della Seconda guerra mondiale il Tesoro di San Gennaro fu portato in Vaticano per essere conservato e riportato in Cattedrale nel 1947 per tramite di Giuseppe Navarra, soprannominato "o rre di Poggioreale", che riuscì a far pervenire i preziosi intatti nelle mani dell'allora arcivescovo Alessio Ascalesi.
Il museo è stato aperto al pubblico nel dicembre 2003 grazie ad un progetto finanziato da aziende private, da fondi europei e dalle istituzioni locali e sotto l'alto patronato del presidente della Repubblica Carlo Azeglio Ciampi, e su proposta della Deputazione della reale cappella del Tesoro, antica istituzione laica fondata nel 1601. Il curatore del progetto è l'attuale direttrice Francesca Ummarino.

## Il tesoro
L'area museale è di oltre settecento metri quadrati ed espone le sue opere (che in precedenza non erano mai state offerte alla visione del pubblico); gioielli, statue, busti, tessuti pregiati e dipinti di grande valore facenti parte del Tesoro di san Gennaro, tra cui:

### La mitra di san Gennaro
Una mitra (copricapo vescovile) realizzata nel 1713 dall'orafo Matteo Treglia, in cui sono incastonate in tutto 3694 pietre preziose (3.328 diamanti a rappresentare la durezza della fede, 168 rubini a rappresentare il sangue del santo e 198 smeraldi a rappresentare la conoscenza), per un peso complessivo di 18 kg. La mitra è completata da due infule decorate con due incisioni dell'ampolla di san Gennaro.

### La collana di san Gennaro
Una collana realizzata tra il 1679 ed il 1929 (circa 250 anni) dall'aggiunta al gioiello originale, realizzato dall'orafo Michele Dato, di pietre preziose e gioielli fatti dono in questi secoli da sovrani, papi, nobili e gente comune. 
Tra i donatori più notabili si possono annoverare Carlo III di Borbone, Maria Amalia di Sassonia, Maria Carolina d’Asburgo, Francesco I d’Austria, Giuseppe Bonaparte, Maria Cristina di Savoia e Vittorio Emanuele II di Savoia. L'ultimo dono fu un anello dato nel 1929 da Maria José, ultima regina d'Italia.

### Insegne dell'Ordine di san Gennaro
La spilla, la placca ed il mantello tempestato di gemme di smalti, pietre preziose e decorazioni raffiguranti il giglio dei Borbone, facenti parte del corredo originale dell'Insigne e Reale Ordine di San Gennaro, fondato nel 1738 da Carlo III di Borbone.

### Altre opere
Del tesoro fanno parte anche altri numerosi doni da parte di importanti personalità, come 
- un calice in oro del 1860 donato da Francesco II, che fu l'ultimo dono dei Borbone-Due Sicilie al tesoro del santo[4].
- una croce episcopale in oro, smeraldi e diamanti donata da Umberto I e Margherita di Savoia come segno di ringraziamento per essersi salvati da un attentato nel 1878[4]
- una pisside d'oro, corallo e malachite donata da Umberto II di Savoia, ultimo re d'Italia, al suo arrivo in città nel 1931. Il Re l'aveva appositamente commissionata alla famiglia Ascione di Torre del Greco, detentori del brevetto di fornitori ufficiali della Real Casa di Savoia[7].

All'interno del museo è custodita una collezione degli argenti (circa 70 pezzi) che, abbracciando un arco di tempo che va dal 1305 all'età contemporanea, si presenta intatta non avendo mai subito manomissioni a causa di furti ed è per la quasi totalità opera di maestri della scuola napoletana.
Il percorso museale prevede anche la visita alle tre sacrestie della Cappella del Tesoro, di recente sottoposte a restauro e contenenti pregevoli dipinti di Luca Giordano, Massimo Stanzione, Giacomo Farelli e Aniello Falcone.

## Nella cultura popolare
Nel film Operazione San Gennaro un gruppo di maldestri ladri cerca di impossessarsi del tesoro del santo.

## Filmografia
- 1966 - Operazione San Gennaro di Dino Risi con Totò e Nino Manfredi (Italia-Francia-Germania Occidentale)
- 2003- Jesce e facci grazia del maestro Roberto de Simone per la regia di Paolo Jorio
- 2024- Parthenope di Paolo Sorrentino